# Каюмова, Чарос Равшановна
Чарос Равшановна Каюмова Бахтиёрова (узб. Charos Ravshan qizi Qayumova Baxtiyorova, Charos Ravshanovna Qayumova Baxtiyorova; род. 1 июля 1999 года) — узбекская тхэквондистка в весовой категории до 53 кг, член национальной сборной Узбекистана. Чемпион Азии 2021 г., вице-чемпион Азии по тхэквондо 2022 г.

## Карьера

### 2015
Первое золото чемпионата Узбекистана в весовой категории 49 кг.
Победительница кубка Узбекистана.
Kazakhstan Open, Almaty City
Первый международный турнир в карьере Чарос. В полуфинале одолела соперницу из сборной Казахстана Yeralkhan Balaussa со счетом 14:2 и вышла в финал турнира. В решающем бою встретилась с представительницей сборной Иордании и завоевала свою первое золото на международном уровне.

### 2016
Двукратная чемпионка Узбекистана.
Во второй раз выиграла кубок страны.
Turkish Open, Antalya
В весовой категории 49кг Чарос дошла до полуфинала турнира и завоевала бронзовую медаль

### 2017
В третий раз непобедима на чемпионате Узбекистана.

### 2018
На Летних Азиатских играх 2018 года в Джакарте (Индонезия) выступала в весовой категории до 57 кг. Она выиграла первый бой, а в следующем бою проиграла тайской спортсменке Випаван Сирипорнпермсак.
После Индонезии Чарос сменила весовую категорию и победила в Asian Open (Атрау).
В том же году Чарос Каюмова выиграла открытый чемпионат Франции French Open, Paris.
А в конце года четвёртый раз подряд стала сильнейшей в своей стране, и в третей новой весовой категории 53кг (до этого выступала 49кг и 57кг).

### 2019
В 2019 году участвовала в WT Presidents Cup Asian, Kish Island дошла до финала.
Следующим турниром был Fajr Open, где она была непобедима и завоевала золотую медаль в добавок её признали лучшей спортсменкой всего турнира.

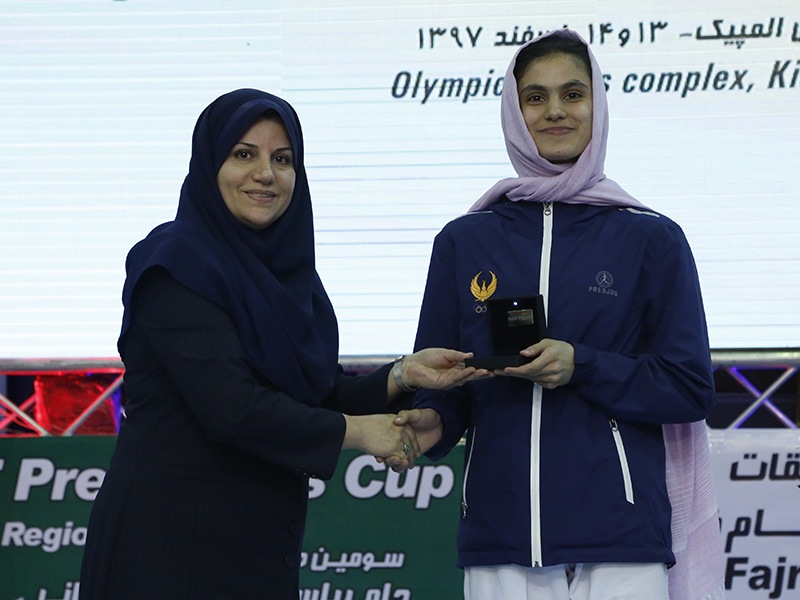
Лучшая спортсменка Fajr Open 2019

В этом же году участвовала на чемпионате мира по тхэквондо в Манчестере (Великобритания), но проиграла.
После мирового первенства отправилась на Универсиаду в Италию, Неаполь.
На турнире в Москве Russian Open завоевала серебряную медаль.
На Всемирных военных играх в китайском Ухане в том же году она выиграла золотую медаль в весовой категории 53 кг.
После был турнир World Taekwondo Grand Slam, Wuxi где она уступила в 1/8 финала.
В конце года выиграла свою пятую золотую медаль чемпионата Узбекистана.

### 2020
Вышла в финал Fujairah Open в ОАЭ и завоевала серебряную медаль.
В шестой раз выиграла чемпионат Узбекистана.

### 2021
Принимала участие на турнире Turkish Open в Турции,Стамбул дошла до полуфинала и завоевала бронзовую медаль.
На чемпионате Азии по тхэквондо 2021 года в Бейруте, Ливан, Чарос Каюмова завоевала золотую медаль в весовой категории 53 кг, победив в финале Су По из Китайской Республики.
На Beirut Open 2021 года в Бейруте, Ливан, Чарос Каюмова завоевала золотую медаль в весовой категории 53 кг.
В ноябре 2021 года выиграла чемпионат Узбекистана в седьмой раз.

### 2022
В феврале 2022 года вышла в финал Fujairah Open в ОАЭ в весовой категории 53 кг, завоевала серебряную медаль.
В марте 2022 году Чарос Каюмова участвовала на турнире Asian Club Championships дошла до полуфинала и завоевала бронзовую медаль.
После турнира Asian Club Championships вышла в финал Fajr Open в Иране в весовой категории 53 кг, уступила иранской тхэквондистке Нахиду Кияничанде и завоевала серебряную медаль. На турнире WT Presidents Cup Asian заняла почетное третье место.
На чемпионате Азии по тхэквондо в Чхунчхоне (Республика Корея) 24 июня 2022 года Чарос завоевала серебряную медаль в весовой категории 53 кг в финале.
В июле 2022 года возглавила мировой рейтинг в своей весовой категории(впервые в истории Узбекистана)
В этом же году принимала участие на Играх Исламской солидарности и завоевала бронзовую медаль.

## Достижения

### Командные
- Второе место Чемпионата Азии: 2021
- Первое место Чемпионата Азии: 2022
- Первое место Всемирных военных игр: 2019
- Первое место Fujairah Open: 2022

### Личные
- Бронзовый призёр Летних Азиатских Игр: 2022
- Чемпионка Азии: 2021
- Серебряный призёр Чемпионата Азии: 2022.
- Чемпионка Всемирных военных игр: 2019
- Бронзовый призёр Игр Исламской солидарности: 2022
- Чемпионка Asian Open: 2018
- Чемпионка French Open: 2018
- Чемпионка Beirut Open: 2021
- Серебряный призёр Fujairah Open: 2020, 2022
- Серебряный призёр WT Presidents Cup Asian: 2019
- Бронзовый призёр WT Presidents Cup Asian: 2022
- Чемпионка Fajr Open: 2019
- Серебряный призёр Fajr Open: 2022
- Бронзовый призёр Asian Club Championships: 2022
- Серебряный призёр Russian Open: 2019
- Бронзовый призёр Turkish Open (2): 2016, 2021
- Чемпионка Kazakhstan Open: 2015
- Чемпионка Узбекистана (8): 2015, 2016, 2017, 2018, 2019, 2020, 2021, 2023.
- Кубок Узбекистана: 2015

### Рекорды
- Первая в истории Узбекистана возглавила мировой рейтинг